# Perućica
A Perućica az egyike az utolsó őserdőknek Európában. A bosnyák őserdő Bosznia-Hercegovinában található, a montenegrói határ közelében. Az erdő a Sutjeska Nemzeti Park része. A területet kizárólag a nemzeti park szakemberei, ún. erdőkerülők társaságában szabad csak látogatni. Az őserdőben tucatnyi több évszázados faóriás között lehet barangolni.

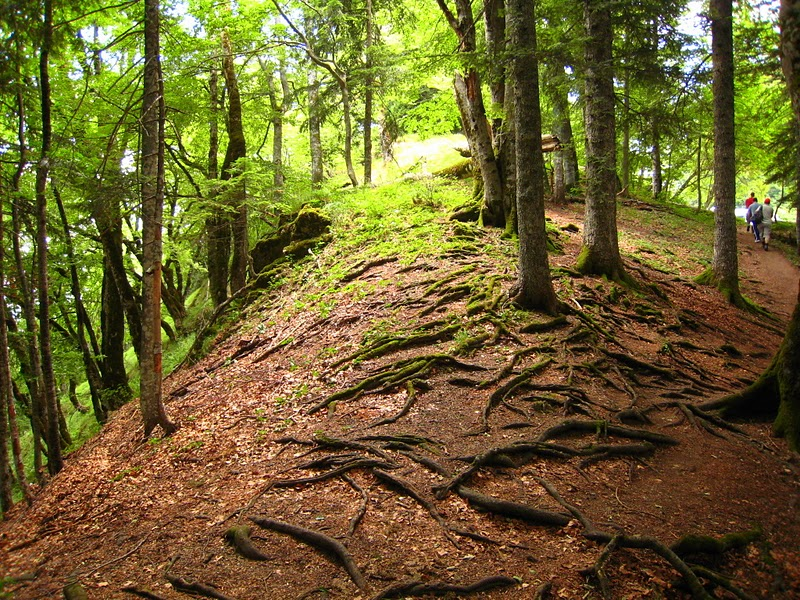
A Perućica őserdő

A legmagasabb közönséges lucfenyő (57,8 m) is itt található. A 75 méter magas Skakavac-vízesés szintén az őserdő területén található.

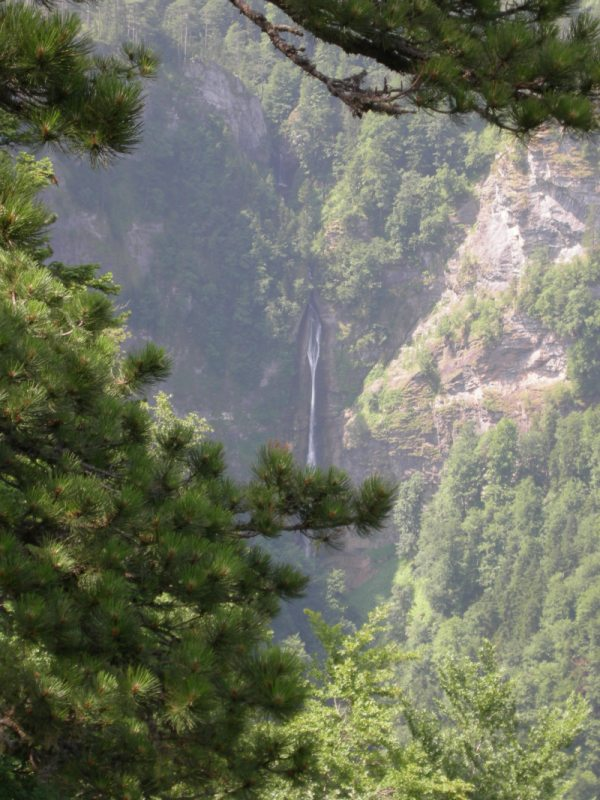
A 75 méter magasból lezúduló Skakavac-vízesés

## Fordítás
Ez a szócikk részben vagy egészben  a   Perućica című angol Wikipédia-szócikk ezen változatának fordításán alapul.  Az eredeti cikk szerkesztőit annak laptörténete sorolja fel. Ez a jelzés csupán a megfogalmazás eredetét és a szerzői jogokat jelzi, nem szolgál a cikkben szereplő információk forrásmegjelöléseként.